# Dasyatis hypostigma
Dasyatis hypostigma  (лат.) — вид рода хвостоколов из семейства хвостоко́ловых отряда хвостоколообразных надотряда скатов. Они обитают в тропических водах юго-западной части Атлантического океана. Встречаются на глубине до 80 м. Максимальная зарегистрированная ширина диска 65 см. Грудные плавники этих скатов срастаются с головой, образуя ромбовидный диск, ширина которого немного превышает длину. Рыло притуплённое. Хвост длиннее диска. Позади шипа на хвостовом стебле имеются дорсальный и вентральный кили. На вентральной стороне диска около 5-й жаберной пары расположена борозда в виде буквы W. Окраска дорсальной поверхности диска ровного желтоватого или зеденоватого цвета. Подобно прочим хвостоколообразным Dasyatis hypostigma размножаются яйцеживорождением. Эмбрионы развиваются в утробе матери, питаясь желтком и гистотрофом. В качестве прилова попадаются при коммерческом промысле. Вид страдает от ухудшения условий среды обитания.

## Таксономия и филогенез
Впервые вид Dasyatis hypostigma был научно описан в 2004 году. Голотип представляет собой взрослого самца длиной 76 см, пойманного тралом в водах бразильского штата Парана. Видовой эпитет происходит от слов др.-греч. ὑπό — «под» идр.-греч. στίγμα — «нанесённая отметина». Ранее Dasyatis hypostigma путали с обыкновенным и бахромчатым хвостоколами, однако ареалы этих видов не пересекаются.

## Ареал и места обитания
Dasyatis hypostigma обитают вдоль южного побережья Бразилии от Эспириту-Санту до Риу-Гранди-ду-Сул, на севере они попадаются вплоть до вод, омывающих Баию, а на юге до Мар-дель-Плата, Аргентина. Эти скаты встречаются у побережья на глубине от 5 до 80 м, но чаще всего не глубже 40 м. Подобно большинству хвостоколов они ведут донный образ жизни, предпочитают песчаный или илистый грунт, заходят в эстуарии рек.

## Описание
Грудные плавники этих скатов срастаются с головой, образуя ромбовидный плоский диск, ширина которого слегка превышает длину. Рыло притуплённое, кончик слегка выступает за края диска. Позади крупных выпуклых глаз расположены широкие брызгальца, которые превышают их по размеру. На вентральной поверхности диска расположены 5 жаберных щелей, маленький рот с изогнутой в виде дуги нижней челюстью и ноздри. Между ноздрями пролегает лоскут кожи с бахромчатым нижним краем. Зубы выстроены в шахматном порядке и образуют плоскую поверхность. В отличие от самок и неполовозрелых особей зубы самцов заострены. Во рту имеется 37—46 верхних и 43—50 нижних зубных рядов. Дно ротовой полости взрослых скатов покрывают 3, 5 или 7 отростков, выстроенных в ряд. На вентральной стороне диска около 5-й жаберной пары расположена борозда в виде буквы W. Подобная черта характерна также для Dasyatis matsubara .
Широкие брюшные плавники заострены и выглядывают из-вод диска. Хвост в виде кнута в 1,5 раза длиннее диска. Как и у других хвостоколов на дорсальной поверхности в центральной части хвостового стебля расположен зазубренный шип, соединённый протоками с ядовитой железой. Иногда у скатов бывает 2 шипа. Периодически шип обламывается и на их месте вырастает новый. Позади шипа на хвостовом стебле расположены вентральная и дорсальная кожные складки. Дорсальная складка короче вентральной и более мясистая. У большинства скатов кожа совершенно гладкая. У одной крупной самки область у основания хвоста была покрыта мелкими чешуйками. Дорсальная поверхность диска окрашена в желтоватый или зеленоватый цвет, к краям диск краснеет. Вентральная поверхность белая, края темнее основного фона. Хвостовые кожные складки чёрного цвета. Максимальная зарегистрированная ширина диска 65 см.

## Биология
Подобно прочим хвостоколообразным Dasyatis hypostigma относится к яйцеживородящим рыбам. Эмбрионы развиваются в утробе матери, питаясь желтком и гистотрофом. У самок функционирует только левая матка. Единственная пойманная беременная самка вынашивала 2 зародышей длиной 55—56 мм, которые находились на ранней стадии развития.

## Взаимодействие с человеком
Dasyatis hypostigma попадаются в большом количестве в качестве прилова при коммерческом промысле креветок путём донного траления, особенно у побережья Риу-Гранди-ду-Сул, Санта-Катарина, Сан-Паулу, Параны и Рио-де-Жанейро. Этот вид страдает от ухудшения условий среды обитания, обусловленного антропогенными факторами. Данных для оценки Международным союзом охраны природы статуса сохранности вида недостаточно.